# Павлов, Михаил Михайлович (режиссёр)
Павлов Михаил Михайлович (род. 17 февраля 1954) — советский и российский режиссёр театра, сценарист, режиссёр массовых праздников, педагог, профессор, действительный член Академии российской словесности и изящных искусств им. Г. Р. Державина. С 2014 г. — Исполняющий обязанности Заведующего кафедрой режиссуры театрализованных представлений и праздников Санкт-Петербургского государственного университета культуры и искусств.

## Биография
Родился в городе Малая Вишера, Новгородской области, 17 февраля 1954 года. В 1971 году закончил Маловишерскую среднюю школу № 1 и поступил в Новгородское училище культуры (1971—1974), после окончания которого поступил в Ленинградский государственный институт культуры им. Н. К. Крупской на кафедру режиссуры драмы, мастерская Старшинова Энгеля Степановича и Милютина Павла Павловича(1975—1979).
С 1979 года — режиссёр Пушкинского народного театра.
Поставил более 300 драматических спектаклей. Автор многих статей по вопросам театра, посвящённых проблемам современной режиссуры.
Работу режиссёра М. М. Павлов уже много лет сочетает с преподавательской деятельностью. Ещё в 1980 году его приглашают преподавать режиссуру в ЛГИК им. Н. К. Крупской, на кафедру режиссуры драмы.
В настоящее время М. М. — профессор кафедры режиссуры театрализованных представлений и праздников  Санкт-Петербургского государственного университета культуры и искусств. Член Российского творческого союза работников культуры (с 1999 года.), член Академии российской словесности и изящных искусств им. Г. Р. Державина с 2012 года.
Супруга — Ирина Ивановна Телеева (режиссёр).

## Постановки
- 1980 — «Золушка» по пьесе Е.Шварца. Народный театр г. Пушкин.
- 1982 — Драматический спектакль «История Жени Колышкина» по пьесе Б.Окуджавы «Женя, Женечка и Катюша». Народный театр г. Пушкин.
- 1982 — «Пеппи — Длинный чулок» по пьесе А.Линдгрен. Народный театр г. Пушкин.
- 1983 — «Две стрелы» по пьесе А.Володина. Народный театр г. Пушкин.
- 1984 — «Шишок» по пьесе А.Александрова. Народный театр г. Пушкин.
- 1985 — «Команда» по пьесе Б. Злотникова. Народный театр г. Пушкин.
- 1986 — «Беда от нежного сердца» по пьесе В.Сологуба. Народный театр г. Пушкин.
- 1986 — «Петрушка-иностранец» по пьесе С.Маршака. Народный театр г. Пушкин.
- 1990 — «Никто не поверит» по пьесе Г.Полонского. Народный театр г. Пушкин.
- 1982 — Всемирная ярмарка «Российский фермер». г. Санкт-Петербург ЛЕНЭКСПО. — режиссёр-постановщик Орлов О. Л.
- 1993 — «Праздничный сон до обеда» по пьесе А. Н. Островского «Женитьба Бальзаминова». Народный театр г. Пушкин.
- 1994 — Торжественный концерт, посвященный 50-летию полного освобождения Ленинграда от вражеской Блокады. г. Санкт-Петербург, БКЗ «Октябрьский» — режиссёр-постановщик Орлов О. Л.
- 1994 — Церемонии Открытия и Закрытия III Игр Доброй Воли в Санкт-Петербурге. г. Санкт-Петербург, Стадион им. С. М. Кирова. — помощник режиссёра
- 1995 — Церемонии Открытия и Закрытия Спартакиады Народов СНГ. г. Санкт-Петербург СКК им. Ленина, БКЗ Октябрьский". — помощник режиссёра — помощник режиссёра
- 1995 — Праздник открытия Австрийской площади. г. Санкт-Петербург Австрийская площадь. — помощник режиссёра
- 1996 — «Цыганы» по поэме А. С. Пушкина. Народный театр г. Пушкин.
- 1996 — Церемония открытия кинофестиваля «Окно в Европу». г. Выборг. — помощник режиссёра
- 1997 — День города Санкт-Петербурга. Гала-концерт. г. Санкт-Петербург Дворцовая площадь. — помощник режиссёра
- 1997 — Праздник открытия фонтанов Петергофа. г. Петродворец Большой каскад Петергофского дворца. — помощник режиссёра
- 1997 — «Вечер водевилей» по произведениям А. Чехова и Вл. Соллогуба. Народный театр г. Пушкин.
- 1998 — Праздник закрытия Всероссийского кинофестиваля «Виват, кино России!». г. Санкт-Петербург -режиссер-постановщик Орлов О. Л.
- 1998 — КЦ «Ленинград»; БКЗ «Октябрьский»; Александринский театр; театр Комедии им. Акимова.
- 1998 — «Пир во время чумы», по произведению А. С. Пушкина (Лауреат Всероссийского конкурса молодежных театральных коллективов). Студенческий театр СПбГУКИ.
- 1999 — «Играем Пушкина» — сцены из произведений А. С. Пушкина «Капитанская дочка», «Пиковая дама», «Арап Петра Великого». г. Пушкин Народный театр.
- 1999 — Юбилейные торжества, посвященные 200-летию А. С. Пушкина. г. Санкт-Петербург Театр имени Комиссаржевской, театр имени Ленсовета, Дом народного творчества, Пушкинский Царскосельский лицей, Лицейский сад, Привокзальная площадь, Пушкинские горы.
- 1999 — Праздник, посвященный 290-летию Полтавской битвы. г. Петродворец Большой каскад Петергофского дворца. помощник-режиссёра
- 2000 — «Вечно живые», по пьесе В.Розова, г. Пушкин Дом культуры.
- 2001 — «Не может быть» по рассказам М.Зощенко и А.Аверченко. Студенческий театр СПбГУКИ.
- 2001 — Церемония открытия Стрелки Васильевского острова. СПб. — помощник-режиссёра
- 2001 — Церемония открытия Смольной набережной. СПб. — помощник-режиссёра
- 2001 — Церемония открытия 8-й и 9-й линий Васильевского острова. СПб. — помощник-режиссёра
- 2001 — «Душа в заветной лире». Праздник, посвященный дню рождения А. С. Пушкина. г. Пушкин.
- 2002 — Театрализованное представление, на Дворцовой площади, посвященное Дню города «Город всегда со мной». г. Санкт-Петербург Дворцовая площадь. режиссёр-постановщик Орлов О. Л.
- 2002 — «Табачный капитан», по пьесе Н. Адуева. г. Пушкин Народный театр.
- 2003 — «Все флаги в гости будут к нам». Официальная церемония, посвященная 300-летию Санкт-Петербурга с участием Президентов 45 государств. г. Санкт-Петербург, Акватория Большой Невы. — Главный режиссёр Орлов Олег Леонидович, режиссёр-постановщик Дмитрий Дмитриев.
- 2003 — «Медный всадник», по поэме А. С. Пушкина. Студенческий театр СПбГУКИ.
- 2005 — «Весна Победы!». Театрализованный концерт. г. Санкт-Петербург. Дворец спорта «Ледовый». Режиссёр-постановщик — Григорий Ефимович Зейфман (Баскин)
- 2005 — «Почта». по мотивам стихотворения С. Я. Маршака. Студенческий театр СПбГУКИ.
- 2005 — «Дом у дороги», по поэме А. Т. Твардовского. Студенческий театр СПбГУКИ.
- 2006 — «Дом Бернарды Альбы», по пьесе Ф. Г. Лорки, г. Санкт-Петербург. СПбГУ.
- 2007 — Праздник, посвященный 80-летию Ленинградской области. Ленинградская область г. Гатчина. — режиссёр-постановщик Орлов О. Л.
- 2007 — «Конек-Горбунок», по мотивам сказки П. Ершова. Студенческий театр СПбГУКИ.
- 2008 — «Времена не выбирают». Публицистическое театрализованное представление. Студенческий театр СПбГУКИ.
- 2008 — «Сказка о рыбаке и рыбке» по мотивам сказки А. С. Пушкина. Студенческий театр СПбГУКИ.
- 2008 — «Синее небо, а в нем облака», по пьесе В. Арро. г. Минск. Белорусский государственный университет.
- 2009 — «Ночь музеев». Ежегодная акция, посвященная Международному дню музеев. СПб. Музей Суворова.
- 2010 — «Слова о полку Игореве», в поэтическом переводе Н. Заболоцкого. Студенческий театр СПбГУКИ. Лауреат премии Грани театра масс.
- 2010 — «Сказки для детей изрядного возраста», по мотивам сказок М. Е. Салтыкова-Щедрина. Студенческий театр СПбГУКИ.
- 2011 — «Двенадцать», по поэме А. Блока. Студенческий театр СПбГУКИ. Лауреат премии Грани театра масс.
- 2012 — «Эпизоды памяти». Студенческий театр СПбГУКИ.
- 2013 — «Более, чем кот», мюзикл. Студенческий театр СПбГУКИ.
- 2013 — «Снегурочка», по пьесе Н. А. Островского. Студенческий театр СПбГУКИ.
- 2014 — «Снегопад», по поэме Д. Самойлова. Студенческий театр СПБГУКИ.
- 2016 — «Петя и волк», по мотивам симфонической сказки С.С. Прокофьева. Студенческий театр СПбГИК.
- 2017 — «Мальчиш-Кибальчиш», по мотивам сказки А. Гайдара. Студенческий театр СПбГИК.
- 2018 — «Много в России троп...», по поэме С. Есенина.  Студенческий театр СПбГИК.
- 2019 — «Поэзия - прежде всего»,  показ эпизодов посвященных жизни и творчеству А. С. Пушкина, С. А. Есенина, Л. А. Орловой, Н. Турбиной. Студенческий театр СПбГИК.
- 2021 - «Капля мёда», музыкально-поэтическое представление по мотивам притчи О. Туманяна в переводе С.Я. Маршака. Студенческий театр СПбГИК.
- 2022 - «Реквием», музыкально-поэтическое представление по мотивам одноимённой поэмы А.А. Ахматовой. Студенческий театр СПбГИК.

## Признание и награды
- Медаль 300-летия Санкт-Петербурга.
- Диплом Лауреата II премии городского фестиваля детского и юношеского творчества, посвященного 200-летию со дня рождения А. С. Пушкина «за современное режиссёрское решение в Маленьких трагедиях Пушкина „Пир во время чумы“» (1998).
- Памятная юбилейная медаль к 200-летию А. С. Пушкина  «за добросовестный труд в развитии отечественной культуры и значительный вклад в воспитании граждан» (1999).
- Знак «За достижения в культуре» Министерства культуры Российской Федерации  (2002).
- Диплом Министерства культуры Российской Федерации "за постановку музыкально-поэтического представления по стихам и песням Б.Окуджавы «От войны войны не ищут» " (2002).
- Диплом Лауреата от Совета творческих Союзов России  «за постановку театрализованного представления А.Твардовского „Дом у дороги“ в честь 60-летия Победы в ВОВ 1941—1945 гг.» (2005).
- Почетная Грамота комитета по культуре Правительства Ленинградской области (2005).
- Благодарственное письмо комитета экономического развития Правительства Санкт-Петербурга «За значительный вклад в реализацию государственной агропромышленной политики и успешное проведение Праздника хлеба и молока» (2009).
- Почетный Знак «За служение культуре» (2009).
- Дипломант и Лауреат Всероссийской профессиональной премии Союза театральных деятелей РФ «Грани театра масс» (2012).
- Член Академии русской словесности и изящных искусств им. Г. Р. Державина (2012 г.).

## Избранные труды
- Павлов М. М. Организация творческого процесса как условие эстетического воспитания в самодеятельном театральном коллективе // ЛГИК. — Л., 1987.
- Павлов М. М. Учёт возрастных особенностей — важнейшее условие творческого процесса в детском театральном коллективе // ЛГИК. — Л., 1988.
- Павлов М. М. Мастерство актера // СПбГАК. — СПб., 1997.
- Павлов М. М. Работа над литературным произведением большой стихотворной формы (Театр поэтического представления) // СПбГУКИ. — СПб., 2006.
- Павлов М. М. Театр поэтического представления (Учебное пособие). — Мурманск, 2009.
- Павлов М. М. Дом у дороги — сценарий музыкально-поэтического представления по мотивам поэмы А. Т. Твардовского «Дом у дороги». Посвящается 60-й годовщине Победы в ВОВ : Сборник сценариев. — М.: Галактика, 2012.
- Павлов М. М. Левомещанский марш — сценарий сатирического музыкально-поэтического представления по мотивам произведения В. В. Маяковского «Сказка о Пете толстом ребёнке, и Симе, который тонкий» : Сборник сценариев. — М.: Галактика, 2012. — Вып. 4.